# Greenwood (Familienname)
Greenwood ist ein Familienname.

## Namensträger

### A
- Al Greenwood (* 1951), US-amerikanischer Keyboarder
- Alan William Greenwood (29. Juni 1897 – 4. Mai 1981); Physiologist, University of Edinburgh
- Alex Greenwood (Fußballspieler) (1933–2006), englischer Fußballspieler
- Alex Greenwood (Fußballspielerin) (* 1993), englische Fußballspielerin
- Alfred B. Greenwood (1811–1889), US-amerikanischer Politiker
- Anthony Greenwood, Baron Greenwood of Rossendale (1911–1982), britischer Politiker
- Arthur Greenwood (1880–1954), britischer Politiker
- Arthur H. Greenwood (1880–1963), US-amerikanischer Politiker

### B
- Ben Greenwood (* 1984), britischer Radrennfahrer
- Bob Greenwood (1928–1994), mexikanischer Basketballspieler
- Bruce Greenwood (* 1956), kanadischer Schauspieler

### C
- Caleb Greenwood (~1763–1849/50), Pionier des US-amerikanischen Westens
- Charlotte Greenwood (1890–1977), US-amerikanische Schauspielerin
- Chester Greenwood (1858–1937), US-amerikanischer Erfinder
- Christopher Greenwood (* 1955), Richter am Internationalen Gerichtshof in Den Haag
- Colin Greenwood (* 1969), englischer Rockmusiker

### D
- Dick Greenwood (* 1940), englischer Rugbyspieler
- Don Greenwood (Footballspieler) (1921–1983), US-amerikanischer American-Football-Spieler und -Trainer
- Don Greenwood junior (1928–1990), US-amerikanischer Innenrequisiteur
- Don Greenwood (Brettspielentwickler) (* 1950), US-amerikanischer Brettspielentwickler

### E
- Ed Greenwood (* 1959), kanadischer Schriftsteller und Spieleautor
- Ellen Sarah Greenwood (1837–1917), neuseeländische Lehrerin, sozial engagierte Frau und Präsidentin verschiedener von ihr mitgegründeter Organisationen
- Emily Greenwood (* 1976), britische Althistorikerin
- Ernest Greenwood (1884–1955), US-amerikanischer Politiker

### F
- Frederick Greenwood (1830–1909), britischer Journalist

### G
- Gail Greenwood (* 1960), US-amerikanische Rockmusikerin
- George Greenwood (1850–1928), englischer Parlamentarier, Shakespeare-Forscher, Rechtsanwalt und Ikonoklast
- Grace Greenwood, Schriftstellerpseudonym von Sara Jane Lippincott (1823–1904), US-amerikanische Autorin
- Grace Greenwood Ames (1905–1979), US-amerikanische Malerin

### H
- Hamar Greenwood, 1. Viscount Greenwood (1870–1948), britischer Politiker
- Harry Greenwood (Offizier) (1881–1948), britischer Oberstleutnant
- Harry Greenwood (Schauspieler), australischer Schauspieler
- Heather Greenwood (* 1958 oder 1959), US-amerikanische Schwimmerin

### I
- Ivor Greenwood (1926–1976), australischer Politiker und Generalstaatsanwalt

### J
- James C. Greenwood (* 1951), US-amerikanischer Politiker
- Jeff Greenwood (* 1975), US-amerikanischer Snowboarder
- Jim Greenwood (1928–2010), schottischer Rugby-Union-Spieler
- Joan Greenwood (1921–1987), britische Schauspielerin
- John Greenwood (Puritaner) (1556?–1593), englischer Puritaner und Separatist
- John Greenwood (Zahnmediziner) (1760–1819), US-amerikanischer Zahnmediziner
- John Greenwood (Unternehmer) (1788–1851), britischer Transportunternehmer
- John Greenwood (Komponist) (1889–1975), britischer Komponist
- John Greenwood (Rennfahrer) (1945–2015), US-amerikanischer Automobilrennfahrer, Konstrukteur und Unternehmer
- Jonny Greenwood (Jonathan Richard Guy Greenwood; * 1971), britischer Musiker

### K
- Kathy Greenwood (* 1962), kanadische Schauspielerin und Comedian
- Kerry Greenwood (1954–2025), australische Juristin und Schriftstellerin

### L
- L. C. Greenwood (1946–2013), US-amerikanischer American-Football-Spieler
- Laura Marie Greenwood (1897–1951), US-amerikanische Porträtmalerin
- Lee Greenwood (* 1942), US-amerikanischer Country-Sänger
- Lil Greenwood (1924–2011), US-amerikanische Rhythm-and-Blues- und Jazzsängerin
- Lilian Greenwood (* 1966), britische Politikerin
- Lucas Greenwood (* 1988), kanadischer Pokerspieler
- Lyndie Greenwood (* 1983), kanadische Schauspielerin

### M
- Major Greenwood (1880–1949), englischer Statistiker
- Marianne Greenwood (1916–2006), schwedische Fotografin und Autorin
- Marion Greenwood (1909–1970), US-amerikanische Künstlerin
- Mason Greenwood (* 2001), englischer Fußballspieler
- Max Greenwood, kanadischer Pokerspieler
- Morlon Greenwood (* 1978), jamaikanischer Footballspieler

### N
- Nimrod Greenwood (1929–2016), australischer Ruderer
- Noel Greenwood († 2013), US-amerikanischer Journalist
- Norman Greenwood (1925–2012), australischer Chemiker

### P
- Peter Humphry Greenwood (1927–1995), englischer Ichthyologe

### R
- Ron Greenwood (1921–2006), englischer Fußballspieler und -trainer
- Royston Greenwood (* 1944), englischer Organisationsforscher

### S
- Sam Greenwood (Pokerspieler) (Samuel Greenwood; * 1988), kanadischer Pokerspieler
- Sam Greenwood (Fußballspieler) (* 2002), englischer Fußballspieler
- Sarah Greenwood (Malerin) (1809–1889), neuseeländische Zeichnerin und Malerin
- Sarah Greenwood (* 1960), britische Szenenbildnerin

### T
- Trevor Greenwood, US-amerikanischer Filmregisseur, Filmeditor und Filmproduzent

### W
- Walter Greenwood (1903–1974), englischer Schriftsteller
- Will Greenwood (* 1972), englischer Rugbyspieler